# THE FACT
THE FACT（ザ ファクト）は、大韓民国のニュースサイト。日本版である「THE FACT JAPAN」は株式会社SHAREコーポレーションが運営している。

## THE FACT MUSIC AWARDS
音楽の賞「THE FACT MUSIC AWARDS」（TMA）を毎年主催している。2023年度はSEVENTEEN、Stray Kids、aespa、IVE、NewJeans、ZEROBASEONEなどが出演した。